# Borgata Francia
Borgata Francia è una frazione del comune di Caselle Torinese, nella Città metropolitana di Torino, in Piemonte. Si trova in prossimità del corso della Stura di Lanzo, a nord-est del centro abitato di Caselle.

## Toponomastica
Il toponimo deriva dal percorso di collegamento storico con la Francia, attraverso la Valle di Susa e i valichi alpini. La denominazione è attestata sin dall'Ottocento in atti catastali locali.

## Geografia fisica
Borgata Francia si colloca a una quota di circa 300 m s.l.m., in un'area pianeggiante di origine alluvionale. Il territorio è caratterizzato da una prevalenza di terreni agricoli, con coltivazioni estensive. La frazione è attraversata da strade vicinali e costeggiata da un tratto della pista ciclopedonale "Lungo Stura", inaugurata nel 2024.

## Storia
La zona è stata storicamente utilizzata per attività agricole sin dal medioevo. In epoca moderna, ha mantenuto una funzione residenziale e rurale. L’area ha subito importanti trasformazioni idrauliche nel corso del Novecento, a seguito di piene e lavori di regimazione del fiume Stura di lanzo.

## Eventi alluvionali
La frazione è stata interessata da eventi alluvionali di rilievo:
- Nel **novembre 1994**, l’esondazione della Stura di Lanzo causò ingenti danni a edifici e infrastrutture della borgata.[4]
- Nel **2000**, si verificò un ulteriore episodio di piena, con impatti contenuti rispetto al 1994.[5]

In seguito agli eventi, sono stati attuati interventi di contenimento idraulico e potenziamento delle difese spondali.

## Infrastrutture e urbanistica
Nel 2024 è stata inaugurata la pista ciclopedonale lungo la Stura, a scopo turistico e ambientale. L'opera è stata co-finanziata da enti locali e regionali e si inserisce nel progetto di valorizzazione ambientale delle sponde fluviali.

## Monumenti e luoghi d’interesse
- Chiesa di San Grato: edificio di culto risalente al XVIII secolo, sede della festa patronale che si tiene annualmente la prima domenica di settembre.
- Pozzo storico: struttura in muratura in uso fino alla metà del Novecento, testimonianza dell'organizzazione idrica rurale della borgata.
- Sentiero Lungo Stura: tratto naturalistico utilizzato per escursionismo e ciclismo.

## Società
La popolazione residente è stimata intorno alle 150 unità (dato non ufficiale, 2024). L’insediamento è caratterizzato da una bassa densità abitativa e da un’economia basata prevalentemente sull'agricoltura, con alcune attività artigianali.

## Protezione civile e gestione del rischio
Borgata Francia è inserita nel piano comunale di emergenza del Comune di Caselle Torinese. Dopo l’alluvione del 1994, è stato istituito un presidio locale della Protezione Civile e implementato il sistema di allerta idrogeologica in collaborazione con ARPA Piemonte.